# Chorrera de Mojonavalle
La Chorrera de Mojonavalle es una cascada situada en la zona este de la Sierra de Guadarrama (sierra perteneciente al Sistema Central), concretamente en la vertiente norte de la Sierra de la Morcuera, entre los puertos de Morcuera y Canencia. Se ubica dentro del término municipal de Canencia, en el norte de la Comunidad de Madrid (España).
Las aguas de esta cascada son del arroyo del Sestil del Maíllo, afluente del río Lozoya. Tiene una altura de 30 metros y está a una altitud de 1.589 m s. n. m. Las rocas sobre las que está la cascada la dan una forma bastante irregular y deshilachada. Se ubica en un bosque mixto formado por pinos silvestres y abedules, y se llega a través de un camino de 4,4 km que sale del puerto de Canencia. 